# Hoogveenblinker
Heliophanus dampfi is een spinnensoort in de taxonomische indeling van de springspinnen (Salticidae).
Het dier komt uit het geslacht Heliophanus. Heliophanus dampfi werd in 1923 beschreven door Ehrenfried Schenkel-Haas.